# Cyclassics Hamburg 2024
De 27e editie van de wielerwedstrijd BEMER Cyclassics vond plaats op 8 september 2024. De wedstrijd startte en finishte in Hamburg en was 177,5 kilometer lang. De wedstrijd maakte deel uit van de UCI World Tour, met de categorie 1.UWT. De Nederlander Olav Kooij won, voor de Italiaan Jonathan Milan en Biniam Girmay uit Eritrea.

## Uitslag
| Plaats  | Naam                 | Ploeg                      | Tijd     |
| ------- | -------------------- | -------------------------- | -------- |
| Winnaar | Olav Kooij           | Visma \| Lease a Bike      | 3u39'49" |
| 2       | Jonathan Milan       | Lidl-Trek                  | z.t.     |
| 3       | Biniam Girmay        | Intermarché-Wanty          | z.t.     |
| 4       | Jordi Meeus          | Red Bull-BORA-hansgrohe    | z.t.     |
| 5       | Alexander Kristoff   | Uno-X Mobility             | z.t.     |
| 6       | Axel Zingle          | Cofidis                    | z.t.     |
| 7       | Jasper Philipsen     | Alpecin-Deceuninck         | z.t.     |
| 8       | Mike Teunissen       | Intermarché-Wanty          | z.t.     |
| 9       | Matteo Trentin       | Tudor                      | z.t.     |
| 10      | Stefano Oldani       | Cofidis                    | z.t.     |
| 11      | Tobias Lund Andresen | dsm-firmenich PostNL       | z.t.     |
| 12      | Arnaud Démare        | Arkéa-B&B Hotels           | z.t.     |
| 13      | Luke Lamperti        | Soudal Quick-Step          | z.t.     |
| 14      | Danny van Poppel     | Red Bull-BORA-hansgrohe    | z.t.     |
| 15      | Iván García          | Movistar                   | z.t.     |
| 16      | Hugo Hofstetter      | Israel-Premier Tech        | z.t.     |
| 17      | Nikias Arndt         | Bahrain Victorious         | z.t.     |
| 18      | Stefan Bissegger     | EF Education-EasyPost      | z.t.     |
| 19      | Nicolò Parisini      | Q36.5                      | z.t.     |
| 20      | Dorian Godon         | Decathlon AG2R La Mondiale | z.t.     |

1996 · 
1997 · 
1998 · 
1999 · 
2000 · 
2001 · 
2002 · 
2003 · 
2004 · 
2005 · 
2006 · 
2007 · 
2008 · 
2009 · 
2010 · 
2011 · 
2012 ·
2013 · 
2014 ·  
2015 ·  
2016 ·  
2017 · 
2018 · 
2019 · 
2020 · 
2021 · 
2022 · 
2023 ·
2024 ·
2025
Tour Down Under ·
Great Ocean Road Race ·
Ronde van de Verenigde Arabische Emiraten ·
Omloop Het Nieuwsblad ·
Strade Bianche ·
Parijs-Nice · 
Tirreno-Adriatico · 
Milaan-San Remo ·
Ronde van Catalonië ·
Classic Brugge-De Panne ·
E3 Saxo Classic ·
Gent-Wevelgem ·
Dwars door Vlaanderen ·
Ronde van Vlaanderen ·
Ronde van het Baskenland ·
Parijs-Roubaix ·
Amstel Gold Race ·
Waalse Pijl ·
Luik-Bastenaken-Luik ·
Ronde van Romandië ·
Eschborn-Frankfurt ·
Ronde van Italië ·
Critérium du Dauphiné ·
Ronde van Zwitserland ·
Ronde van Frankrijk ·
Clásica San Sebastián ·
Ronde van Polen ·
Bretagne Classic ·
BEMER Cyclassics ·
Renewi Tour ·
Ronde van Spanje ·
GP van Quebec ·
GP van Montreal ·
Ronde van Lombardije ·
Ronde van Guangxi